# Samuel Anton Frank

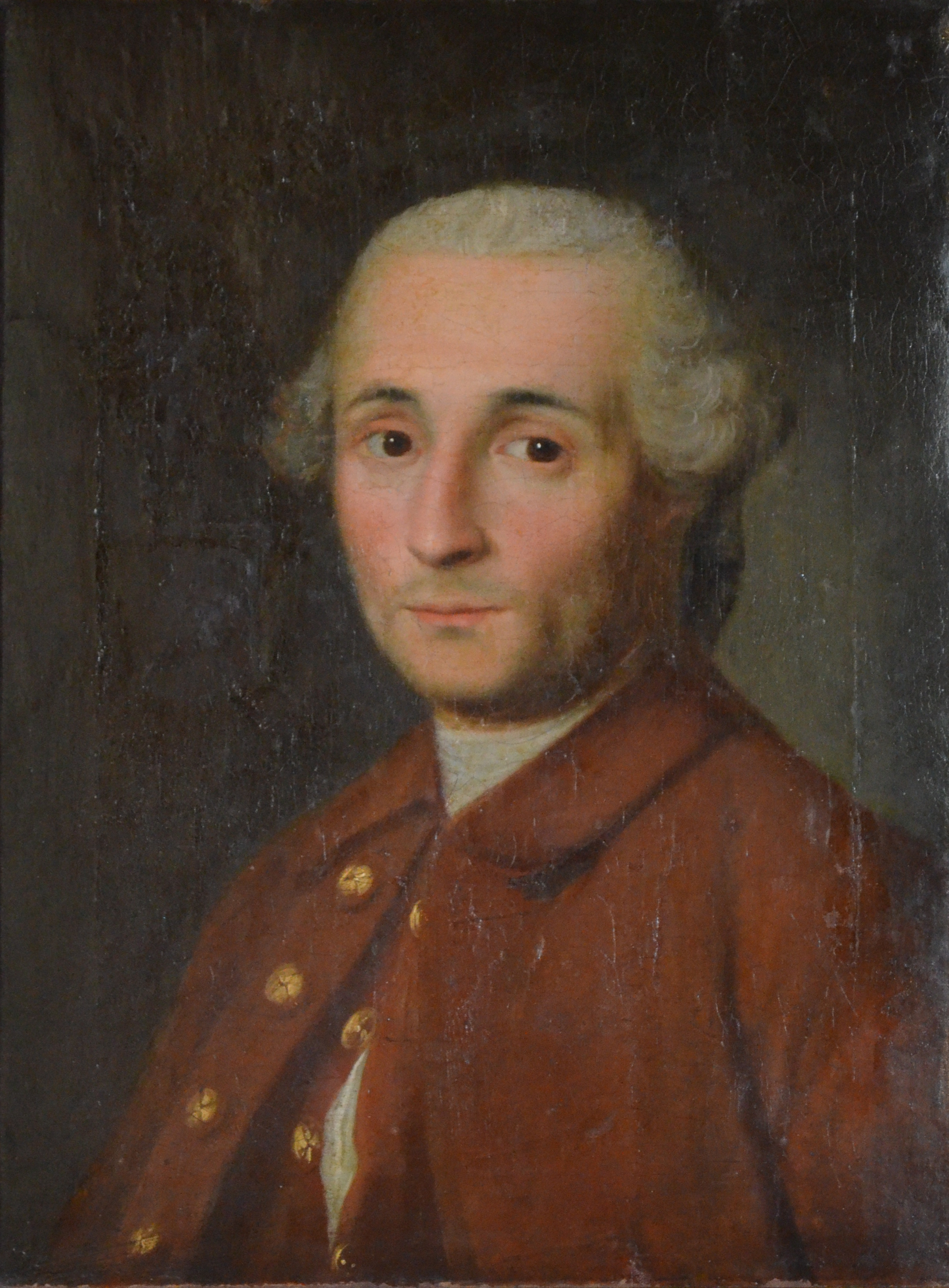
Samuel Anton Frank

Samuel Anton Frank  (getauft 1. März 1731; † 29. März 1809 in Bern; Bürger von Bern) war ein Schweizer Ebenist.

## Leben
Der möglicherweise in Bern geborene Tischmachermeister und Ebenist Samuel Anton Frank gehörte der Gesellschaft zu Pfistern an und war mit Katharina Stähli aus Thun verheiratet. Er schuf die Lade der bernischen Tischmachermeisterschaft sowie diejenige der Chirurgischen Sozietät. Beide versah er mit seinem Monogramm SF. Aufgrund einer Etikette mit der Inschrift «Frank Ebeniste à Berne / No. 1» an einem Louis-XV-Spieltisch in Privatbesitz können Frank eine Reihe gleichartiger Möbel (Teetische, Stühle) zugeschrieben werden. Über ihn wurde 1778 der Geltstag verhängt.